# 松木宗長
松木宗長（まつき むねなが、宝永7年（1710年）9月1日 - 安永7年（1778年）1月19日）は、江戸時代中期の公卿。院号は後陽照院。

## 官歴
- 享保7年（1722年）：従五位上、侍従
- 享保9年（1724年）：正五位下
- 享保11年（1724年）：左近衛少将
- 享保12年（1725年）：従四位下
- 享保13年（1728年）：左近衛中将
- 享保15年（1730年）：従四位上
- 享保18年（1733年）：正四位下
- 元文3年（1738年）：従三位、参議
- 元文4年（1739年）：権中納言
- 寛保元年（1741年）：正三位
- 延享3年（1746年）：権大納言
- 延享4年（1747年）：従二位、皇太后宮大夫
- 寛延元年（1748年）：大甞会検校
- 寛延2年（1749年）：踏歌外弁
- 宝暦元年（1751年）：正二位
- 安永7年（1778年）：従一位、准大臣

## 系譜
- 父：松木宗顕
- 母：広橋貞光の娘
- 兄：松木宗彌
- 子：松木宗美